# Bezisten de Skopje
Le Bezisten (en macédonien Безистен) est un ancien marché de Skopje, capitale de la Macédoine du Nord. Il se trouve au centre du vieux bazar et c'était pendant l'époque ottomane le centre névralgique du quartier. Le bâtiment originel, mentionné en 1469, a été commandité par Ishak Bey, un grand dignitaire de la ville, également à l'origine de la mosquée Aladja. Reconstruit en 1900, il ne conserve pas une grande valeur artistique, mais c'est encore un témoin de l'intense activité commerciale du bazar.
Le premier bezisten fut détruit par le grand incendie de Skopje en 1689. Décrit par plusieurs voyageurs du XVIIe siècle comme Evliya Çelebi, c'était un édifice rectangulaire coiffé de six coupoles et muni de quatre entrées, une sur chaque côté. Ses ruines sont encore visibles jusqu'à la fin du XIXe siècle, avant la construction du bezisten actuel, qui a lieu de 1899 à 1900.
Le monument est à nouveau endommagé par le tremblement de terre de 1963, et les restaurations menées de 1964 à 1965 mettent au jour quelques murs et fondations du XVIe siècle, encore visibles dans certains magasins. 
Le bezisten actuel est donc très différent de l'original, ses allées ne sont par exemple pas couvertes. Les portes latérales demeurent toutefois, comme l'alignement de petits magasins le long des murs extérieurs. Au centre se trouvent deux grands entrepôts jumeaux. Le bezisten n'est plus aujourd'hui un marché, mais il accueille un grand nombre de magasins, de galeries et de salons de thé.